# Dendroides
Dendroides es un género de escarabajos de la familia Pyrochroidae. Hay alrededor de siete especies descritas en Dendroides. Son holárticos, la mayoría en Norteamérica.

## Especies
Especies del género Dendroides:
- Dendroides canadensis Leconte
- Dendroides concolor (Newman, 1838)
- Dendroides ephemeroides (Mannerheim, 1852)
- Dendroides marginata Van Dyke, 1928
- Dendroides marginatus Van Dyke, 1928
- Dendroides picipes Horn, 1880
- Dendroides testaceus LeConte, 1855

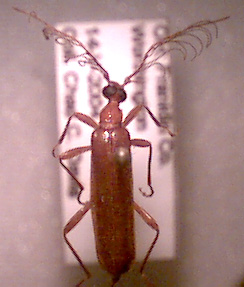
Dendroides concolor, macho

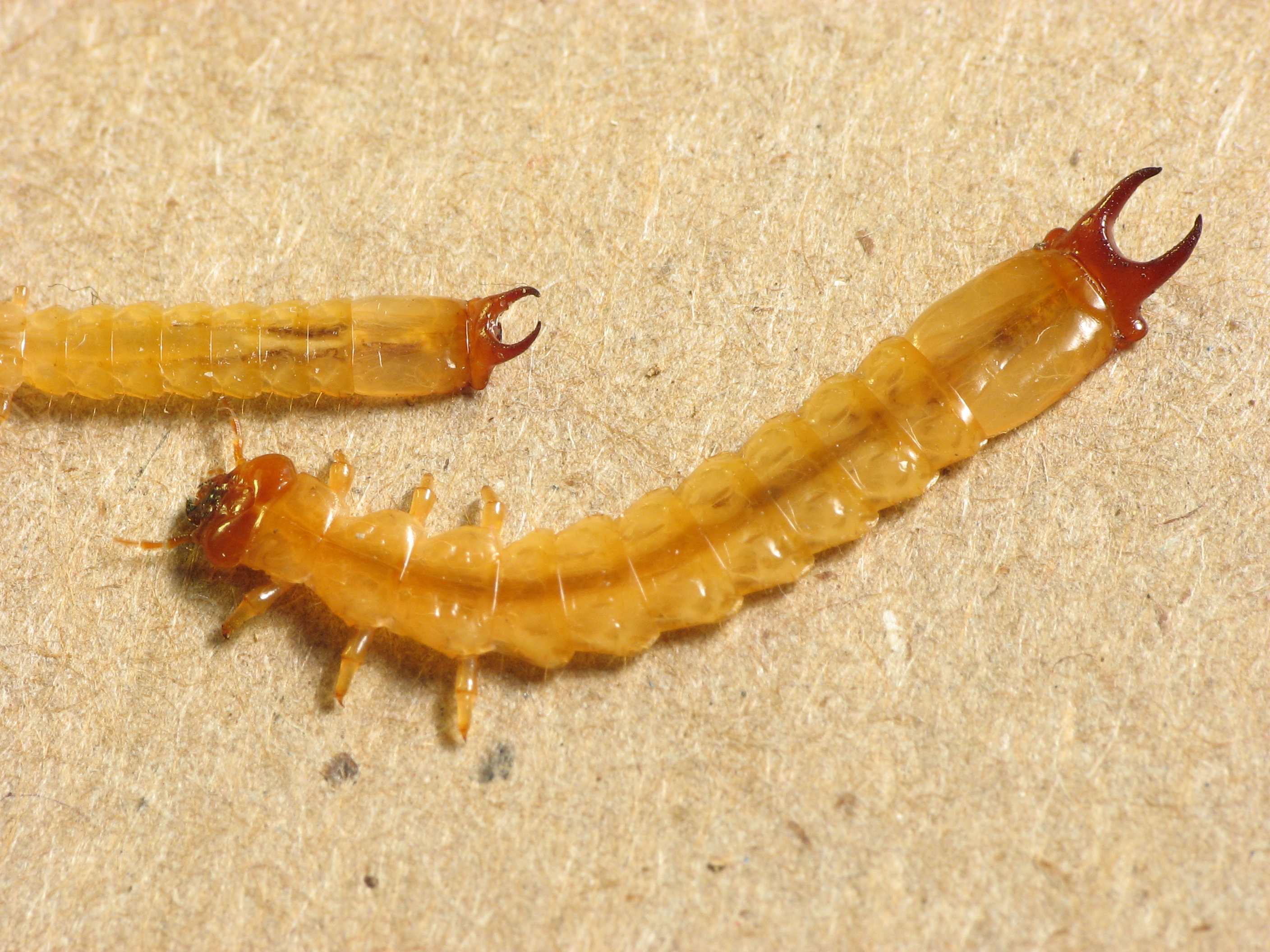
Dendroides canadensis, larvas.